# 稲田篤信
稲田 篤信（いなだ あつのぶ、1947年6月28日 - ）は、日本の近世文学研究者。首都大学東京名誉教授。専門は上田秋成、石川雅望などの近世読本。高田衛に師事した。

## 来歴
愛媛県生まれ。1971年広島大学教育学部卒、1981年東京都立大学 (1949-2011)大学院国文学専攻博士課程単位取得満期退学。1984年富山大学教養部専任講師、1985年同助教授。1991年、都立大学助教授、1994年同教授。2005年首都大学東京教授。2012年定年退職、名誉教授、二松学舎大学文学部教授。2016年二松学舎大学特別招聘教授。
1993年「近世小説史研究 -和文系読本の世界」で東京都立大学より文学博士の学位を取得。

## 著書
- 『江戸小説の世界 秋成と雅望』ぺりかん社 1991
- 『名分と命禄 上田秋成と同時代の人々』ぺりかん社 2006

### 共編著・校訂
- 上田秋成『雨月物語評解』高田衛と校訂、有精堂出版、1980　「雨月物語」ちくま学芸文庫
- 『秋成 語りと幻夢』有精堂出版(日本文学研究資料新集) 1987
- 鳥山石燕『画図百鬼夜行』田中直日共編 国書刊行会 1992
- 『石川雅望集』国書刊行会(叢書江戸文庫) 1993
- 石川雅望『近江県物語』和泉書院(読本善本叢刊) 1994
- 『里見軍記 里見九代記 里見代々記』勉誠出版(日本合戦騒動叢書) 1999
- 『都賀庭鐘・伊丹椿園集』木越治、福田安典共編 国書刊行会 (江戸怪異綺想文芸大) 2001
- 『雨月物語精読』勉誠出版 2009
- 『水滸伝の衝撃―東アジアにおける言語接触と文化受容』（アジア遊学）勉誠出版 2010